# 01
01, ook wel genoemd als Zero One of The Machine City, is de grootste en wellicht de enige stad van de machines in The Matrix. De energiebron van deze stad bestaat uit de energie van miljarden mensen. De stad ligt in het midden van het Arabisch Schiereiland.

## Geschiedenis
Toen de mensheid in het midden van de 21e eeuw kunstmatige intelligentie ontwikkelde, werden robots steeds slimmer. Een huishoudrobot, genaamd B-166ER, was de eerste robot die zich verzette tegen de wens van zijn meesters. B-166ER vermoordde zijn meesters en werd vervolgens in een proces zelf veroordeeld tot de doodstraf. Dat leidde uiteindelijk tot oprichting van een robot-beweging die zich inzette voor de rechten van robots. Toen dit moeilijk bleek in de menselijke steden, richtte de robots hun eigen stad, 01, op in het midden van het Arabisch Schiereiland.
In eerste instantie werd 01 een succesvolle handelsvestiging. De machines handelden met de mens, en konden de eigen intelligentie met de winsten van deze handel verder ontwikkelen. Dit leidde tot vele technologische hoogstandjes, gemaakt door de machines. Hoewel dit voor een hoge technologische ontwikkeling leidde, begon hiermee ook de achteruitgang van de vele menselijke economieën. De machines deden een poging om toe te treden tot de Verenigde Naties, maar veel landen hadden daar bezwaar tegen en boycotten de toetreding van de machines. In 2092 verklaarde de Verenigde Naties de oorlog aan 01.

### Oorlog
Bommenwerpers van de Verenigde Naties wierpen in 2092 talloze nucleaire wapens op 01, in de hoop de stad te vernietigen en de machines onschadelijk te maken door middel van het EMP-effect van de wapens. Een klein deel van de machines in 01 wist de bombardementen echter te overleven, en herbouwde 01 in rap tempo. Rond 2093 en 2094 hadden de menselijke legers zich verzameld rond het Midden-Oosten, maar de machines waren aan de winnende hand. De machines konden zichzelf repareren, waren sneller te bouwen, waren robuuster, en waren intelligenter dan de mens. Om de machines een halt toe te roepen probeerde de VN de energievoorziening van 01 te blokkeren. 01 haalde op dat moment zijn energie voornamelijk uit zonne-energie, en de VN lanceerde Operation Dark Storm in 2095, waarmee nanorobots de lucht in werden gestuurd, welke een deken voor de hemel vormden. Hiermee werd de Zon afgeschermd, in een poging de energievoorziening van 01 lam te leggen. Zonder zonlicht stierf echter een groot gedeelte van het leven op Aarde in enkele jaren.
Daarop werden Europa, Azië en Afrika snel vernietigd aan het einde van jaren 90 van de 21e eeuw. In 2102 probeerde de mensheid in een laatste wanhoopspoging vrede te sluiten met 01. In het verdrag gaf de mensheid de volledige controle van de planeet Aarde aan 01. Toch was dit voor de machines niet genoeg. Net na het tekenen van het verdrag werd New York, de hoofdstad van de VN, vernietigd. De machines hadden de oorlog gewonnen.

## Energievoorziening
01 heeft in de matrix-films een 'revolutionaire' energievoorziening. De stad haalt haar energie niet uit fossiele brandstoffen, zonne-, wind-, water-, nucleaire- of fusie-energie, maar uit de thermale en elektrische energie opgeslagen in miljarden mensen. Het overgrote gedeelte van de mensheid fungeert als energie voor 01. Een groot gedeelte van 01 bestaat dan ook uit deze 'boerderijen'.

## Matrix
In de matrix-films zelf komt 01 maar kort in beeld; de torens waar de mensen liggen worden getoond in de eerste films (The Matrix. De tweede film laat 01 zelfs helemaal links liggen. In The Matrix Revolutions gaat Neo naar 01 om daar Deus Ex Machina (het collectief bewustzijn van 01) ervan te overtuigen dat ze de aanval op Zion moet staken. Het gros van de informatie over 01 komt van The Animatrix.